# مبادلة (المعاني)
المبادلة في علم المعاني والعلامات وضع حرف أو كلمة محل أخرى، بما يفيد معرفة درجة التغير الطارئ على المعنى في الحالتين.